# Valence (Charente)
Valence è un comune francese di 245 abitanti nel dipartimento della Charente in Nuova Aquitania.

## Società

### Evoluzione demografica
Abitanti censiti